# 浪漫紀行・地球の贈り物
『ニッセイワールドドキュメント 浪漫紀行・地球の贈り物』（ニッセイワールドドキュメント ろまんきこう・ちきゅうのおくりもの）は、TBS系列他で放送されていたTBS製作のドキュメンタリー番組である。日本生命一社提供「ニッセイワールドドキュメント」シリーズの第2作。TBS系列では1994年4月13日から1996年9月18日まで、毎週水曜22:25 - 22:54 （日本標準時）に放送。

## 概要
｢日曜特集・新世界紀行｣の終了から2年ぶりに制作されたニッセイワールドドキュメントの番組で、それまで2時間番組だった『情報スペースJ』（後の『スペースJ』）の放送枠縮小によって出来た水曜22時の空き枠を使って放送。主な出演者は中村吉右衛門。
1996年秋、｢スペースJ｣の終了とともに水曜21:00と22:00がそれぞれ1時間枠へ移行することになり、それによって本番組も終了。ニッセイワールドドキュメントは再度日曜20:00に編成されることになった。
この番組はTBS系列の他、日本テレビ系列の秋田放送と福井放送でもネットされていた。秋田放送は土曜18:30に放送していたが、後番組として『世界遺産』の遅れネットを始めた。しかし、1996年10月の番組表では「世界遺産・地球の贈り物」と表記されていた。福井放送は日曜17:30から放送していた。

## テーマ曲
- 悲しい王様（クライズラー&カンパニー）